# Nowy Dwór (Rybnik)
Nowy Dwór – peryferyjna część miasta Rybnika, położona w rejonie ulicy Sztolniowej, na południowy wschód od centrum Rybnika. 